# Classe Aréthuse
La classe Aréthuse è stata una classe di sottomarini d'attacco a propulsione convenzionale, di concezione francese, costruita tra il 1957 e il 1958 per la Marine nationale. Essi erano qualificati all'epoca di "sottomarini da caccia da 400 tonnellate" (in francese sous-marins de chasse de 400 tonnes).

## Concezione
Piccoli, discreti e molto silenziosi, la loro missione principale era la lotta antisommergibile, nelle zone costiere e negli stretti navali. Alla fine della loro carriera, essi hanno contribuito alla costituzione della Forza oceanica strategica (della Force de frappe), servendo da piattaforma d'addestramento per gli equipaggi.
Essi erano dotati di 4 tubi lancia siluri nel dritto di prua e potevano imbarcare 8 siluri corti o mine.
Costruiti a Cherbourg, sono stati sempre basati nel mar Mediterraneo, a Mers-el-Kébir all'inizio della loro carriera e successivamente a Tolone.
Questi sottomarini costituirono una tappa importante nella ricostruzione delle forze sottomarine francesi (dopo la seconda guerra mondiale) e costituirono infatti la seconda classe di sottomarini costruiti in Francia nel dopoguerra dopo la classe Narval; ma per via della loro specializzazione e delle loro limitazioni la produzione è stata ridotta a soli 4 sottomarini, a profitto di sottomarini più polivalenti e più pesanti (da 800 tonnellate) che furono i Daphné e che furono costruiti per le marine francese, pakistana, portoghese, spagnola e sudafricana.

## Sottomarini
| Nome             | In servizio      | Disarmato        | Note                                                      |
| Marine nationale | Marine nationale | Marine nationale | Marine nationale                                          |
| ---------------- | ---------------- | ---------------- | --------------------------------------------------------- |
| Aréthuse (S635)  | 1959             | 1979             | affondato come obiettivo di tiro nel 1982                 |
| Argonaute (S636) | 1958             | 1982             | esposto alla Cité des sciences et de l'industrie dal 1989 |
| Amazone (S639)   | 1959             | 1980             | affondato come obiettivo di tiro nel 1989                 |
| Ariane (S640)    | 1960             | 1981             | affondato come obiettivo di tiro nel 1985                 |